# Basket Brno
Basket Brno je český basketbalový klub, který sídlí v brněnské čtvrti Královo Pole. Založen byl v roce 2012, původně totiž mužstvo působilo jako béčko Prostějova. Od roku 2013 působí v nejvyšší české basketbalové soutěži mužů, Kooperativa NBL. Od sezóny 2020/21 hraje své domácí zápasy ve sportovní hale Vodova. Tato hala tak nahradila halu v Univerzitním kampusu v Bohunicích.
Původní působiště klubu byla hala Morenda, postavená v roce 1975.
Trenérem pro sezónu 2022/23 je Lubomír Růžička, jeho asistentem je Martin Vaněk.

## Historie
V květnu 2011, kdy majitelé klubu Basketball Brno oznámili, že vzhledem k celkové ekonomické situaci, nezájmu regionálních sponzorů a nedostatečné podpoře města nebude klub dále hrát v nejvyšší soutěži. Mnoho hráčů klubu Basketball Brno našlo své nové působiště v nedalekém Prostějově, kde znovu založili místní B-tým. První sezónu klub zakončil v základní části na 12. místě a musel uhájit svoji prvoligovou příslušnost ve skupině o udržení. Ve skupině skončil na 2. místě a zachránil 1. ligu i pro sezónu 2011/12. Následující sezónu klub zopakoval svoje umístění z minulé sezóny a opět musel udržet 1. ligu ve skupině o udržení. V ní si klub nevedl nejlépe a skončil na posledním nesestupovém místě. Pro sezónu 2012/13 se chystaly velké změny. Klub se přestěhoval do Brna, kde našel svoje nové útočiště v brněnské čtvrti Štýřice. V lize si klub vedl nejlépe v historii, kdy v základní části skončil na 4. místě a následně si zahrál první play-off. Ve čtvrtfinále svého soupeře Slavoj BK Litoměřice porazil 3:0 na zápasy. V semifinále se hráči JBC utkali s vítězem základní části BC Sparta Praha. Suveréna základní části porazili s přehledem 3:0 na zápasy. Klub se tak měl zúčastnit baráže o Mattoni NBL, jenže kvůli finančním problémům Hradce Králové a rozšíření ligy na 14 mužstev se baráž neodehrála a JBC postoupilo přímo do nejvyšší basketbalové ligy.
Do Brna se nejvyšší soutěž vrátila v roce 2013, kdy se hrálo pod názvem mmcité Brno, od sezóny 2013/14 tak v Brně nepřetržitě působí basketbalová nejvyšší soutěž mužů. V sezóně 2021/22 se klubu po dlouhých 15 letech podařilo pro Brno znovu získat ligovou medaili (naposled získal bronz klub BC Brno v sezóně 2006/07).
Koncepcí a filozofií klubu je výchova mladých hráčů, kteří následně nastupují také za A tým Basketu Brno. Juniorský tým Basket Brno se účastnil v sezónách 2021/22 a 2022/23 prestižní soutěžě Adidas Next Generation Euroleague, kde se potkal s takovými velkokluby jako jsou Real Madrid nebo Alba Berlín.

## Historické názvy
- 2012 – JBC mmcité Brno (Jihomoravské basketbalové centrum mmcité Brno)
- 2013 – mmcité Brno
- 2018 – Basket Brno[6]
- 2018 – egoé Basket Brno[1]
- 2019 – mmcité 1 Brno
- 2020 – Basket Brno

## Soupiska sezóny 2020/2021
Zdroj: 
| Číslo | Stát | Hráč                      | Ročník | Výška  | Příchod z        |
| 6     | CZE  | Tomáš Jansa               | 2002   | 186 cm | SAM Brno         |
| 8     | CZE  | Jan Kozina                | 1995   | 183 cm | BCM Nymburk      |
| 10    | CZE  | Radek Farský              | 1999   | 195 cm | USK Praha        |
| 11    | CZE  | Richard Bálint            | 2002   | 192 cm | BCM Prostějov    |
| 12    | CZE  | Petr Křivánek             | 2003   | 193 cm | SAM Brno         |
| 13    | CZE  | Ondřej Husták             | 2003   | 211 cm | Kanonýři Josefov |
| 14    | CZE  | Jonáš Musil               | 2002   | 196 cm | SAM Brno         |
| 17    | USA  | Javion Blake              | 1997   | 191 cm | Wolfpack (DNK)   |
| 18    | CZE  | Viktor Půlpán             | 1996   | 191 cm | BK JIP Pardubice |
| 20    | CZE  | Šimon Puršl               | 1997   | 206 cm | Tuři Svitavy     |
| 21    | BG   | Aleksandar Yanev Georgiev | 1990   | 203 cm |                  |
| 42    | CZE  | Zdeněk Nehyba             | 1995   | 197 cm | GBA Europe       |
| 43    | CZE  | Jakub Jokl                | 1996   | 208 cm | Utah (NCAA)      |
| 99    | CZE  | Jakub Nečas               | 2004   | 201 cm | SAM Brno         |

## Umístění v jednotlivých sezonách
Stručný přehled
Zdroj: 
- 2012–2013: 1. liga (2. ligová úroveň v České republice)
- 2013– : Národní basketbalová liga (1. ligová úroveň v České republice)
- 2017–2019: Alpe Adria Cup (mezinárodní soutěž)

Jednotlivé ročníky
Zdroj: 
Legenda: ZČ - základní část, červené podbarvení - sestup, zelené podbarvení - postup, fialové podbarvení - reorganizace, změna skupiny či soutěže
| Česko (2012 – )      |                           |           |                  |                                       |                                     |
| Sezóny               | Soutěž                    | Úroveň    | ZČ               | Play-off, nadstavba, sk. o udržení... | Poznámky                            |
| 2012/13              | 1. liga                   | 2. úroveň | 4. místo         | Semifinále (výhra)                    | Postup                              |
| 2013/14              | Národní basketbalová liga | 1. úroveň | 12. místo        |                                       |                                     |
| 2014/15              | Národní basketbalová liga | 1. úroveň | 12. místo        | Baráž o udržení (výhra)               |                                     |
| 2015/16              | Národní basketbalová liga | 1. úroveň | 11. místo        |                                       |                                     |
| 2016/17              | Národní basketbalová liga | 1. úroveň | 11. místo        | Play-out (1. místo)                   |                                     |
| 2017/18              | Národní basketbalová liga | 1. úroveň | 11. místo        | Play-out (2. místo)                   |                                     |
| 2018/19              | Národní basketbalová liga | 1. úroveň | 8. místo         | Předkolo                              |                                     |
| 2019/20              | Národní basketbalová liga | 1.úroveň  | 12. místo        |                                       | Soutěž ukončena předčasně – COVID19 |
| 2020/21              | Národní basketbalová liga | 1.úroveň  | 4. místo         | Semifinále                            |                                     |
| 2021/22              | Národní basketbalová liga | 1.úroveň  | 3. místo         | Zápas o 3. místo (výhra)              |                                     |
| 2022/23              | Národní basketbalová liga | 1. úroveň | 1. místo         | Čtvrtfinále                           |                                     |
| 2023/24              | Národní basketbalová liga | 1. úroveň | 5. místo         | Čtvrtfinále                           |                                     |
| 2024/25              | Národní basketbalová liga | 1. úroveň |                  |                                       |                                     |
| Celoevropské soutěže |                           |           |                  |                                       |                                     |
| Sezóny               | Soutěž                    | Úroveň    | ZČ               | Play-off, nadstavba, sk. o udržení... | Poznámky                            |
| 2017/18              | Alpe Adria Cup            | 1. úroveň | 1. místo (sk. C) | Semifinále                            |                                     |
| 2018/19              | Alpe Adria Cup            | 1. úroveň | 4. místo (sk. C) |                                       |                                     |